# Ḵ̓
Cette page contient des caractères spéciaux ou non latins. S’ils s’affichent mal (▯, ?, etc.), consultez la page d’aide Unicode.
Ḵ̓ (minuscule : ḵ̓), appelé K virgule suscrite macron souscrit, est un graphème utilisé dans l’écriture du kwak’wala. Il s’agit de la lettre K diacritée d’un macron souscrit et d’une virgule suscrite.

## Représentations informatiques
Le K virgule suscrite macron souscrit peut être représenté avec les caractères Unicode suivants :
- précomposé (latin étendu additionnel, diacritiques) :

| formes    | représentations | chaînes de caractères | points de code | descriptions                                                           |
| --------- | --------------- | --------------------- | -------------- | ---------------------------------------------------------------------- |
| capitale  | Ḵ̓               | Ḵ◌̓                    | U+1E34 U+0313  | lettre majuscule latine k ligne souscrite diacritique virgule suscrite |
| minuscule | ḵ̓               | ḵ◌̓                    | U+1E35 U+0313  | lettre minuscule latine k ligne souscrite diacritique virgule suscrite |

- décomposé (latin de base, diacritiques) :

| formes    | représentations | chaînes de caractères | points de code       | descriptions                                                                       |
| --------- | --------------- | --------------------- | -------------------- | ---------------------------------------------------------------------------------- |
| capitale  | Ḵ̓               | K◌̱◌̓                   | U+004B U+0331 U+0313 | lettre majuscule latine k diacritique macron souscrit diacritique virgule suscrite |
| minuscule | ḵ̓               | k◌̱◌̓                   | U+006B U+0331 U+0313 | lettre minuscule latine k diacritique macron souscrit diacritique virgule suscrite |